# Dagmersellen
Dagmersellen (gsw. Dammerselle) – miejscowość i gmina w środkowej Szwajcarii, w kantonie Lucerna, w okręgu Willisau. 1 stycznia 2006 do gminy przyłączono gminy Buchs i Uffikon.

## Demografia
W Dagmersellen mieszka 5807 osób. W 2021 roku 17,9% populacji gminy stanowiły osoby urodzone poza Szwajcarią. 

## Transport
Przez teren gminy przebiegają autostrada A2 oraz drogi główne nr 2 i nr 2a. 